# Архипов, Денис Александрович
Дени́с Алекса́ндрович Архи́пов (4 января 1984) — российский футболист, защитник.

## Биография
Воспитанник калининградской «Балтики». На профессиональном уровне играл в российских первом дивизионе за «Балтику» (2003—2004) и втором за «Балтику-2» и «Волочанин-Ратмир» Вышний Волочёк (2006). Выступал в чемпионатах Литвы за «Шилуте» (2004) и «Жальгирис» Вильнюс (2008, 2010) и Белоруссии за «Локомотив» Минск (2008).
Значительную часть карьеры провёл в любительских клубах Калининграда и области — «Стройкомплект» (2000), «Волна» (2001—2002), «Неман» Неман (2005, 2010), «Смена-Эдиль» Гусев, «Гусев» (2009—2010), «Принцип» (2011), «Ягуар-Блэк» (2013), «Прогресс» Черняховск (2014), «Олимпия» Гвардейск (2015).
Играл также за «Труд» Воронеж (2007), «Локомотив» Калуга (2009).
В сезоне 2016/17 был играющим тренером команды по пляжному футболу «Стар Трэвел» Калининград.
Выпускник РГУ имени Канта (2008).